# ورتیسلا
ورتیسلا (Vorticella) تک یاخته ای است که در دامنه یوکاریوت‌ها و در شاخه مژک‌داران (Ciliophora) قرار دارد. ورتیسلا موجوداتی بی حرکت هستند؛ گرچه ورتیسلاهای جوان، آزادانه شناورند. فرم‌های بالغ آنها دارای ساقه‌های انقباضی می‌باشند که خود را به لایه‌های زیرین می‌چسبانند. این ساقه‌ها در صورت انقباض مارپیچ می‌شوند. همچنین ساقه‌ها دارای اندامکهای رشته‌ای به نام اسپاسمونم (spasmoneme) می‌باشند که متشکل از میونم‌های انقباضی (contractile myonemes) است که این امکان را به آنها می‌دهد تا بدن خود را به سمت لایه زیرین بکشند. ولی در صورت کمبود مواد غذایی یا برای یافتن مکانی جدید، می‌توانند خود را جدا کنند. ورتیسلاها هتروتروف هستند و باکتری‌ها را شکار می‌کنند؛ آنها با مژک‌های خود یک گرداب ایجاد می‌کنند برای اینکه غذا را به سمت دهان خود هدایت کنند.